# Cephalotes lanuginosus
Cephalotes lanuginosus é uma espécie de inseto do gênero Cephalotes, pertencente à família Formicidae.